# Actaea superciliaris

Actaea superciliaris är en kräftdjursart som beskrevs av Nils Hjalmar Odhner 1925. Actaea superciliaris ingår i släktet Actaea och familjen Xanthidae. Inga underarter finns listade i Catalogue of Life.